# McAfee
McAfee — американская компания, разработчик антивирусного программного обеспечения. По состоянию на 2014 год входила в пятёрку крупнейших производителей антивирусов с долей 5,7 % мирового рынка.
Основана американским программистом шотландского происхождения Джоном Макафи в 1987 году под названием McAfee Associates. В 1992 году компания была зарегистрирована в штате Делавэр. В 1994 году Джон Макафи покинул компанию. В 1997 году в результате слияния McAfee с компанией Network General была образована новая компания под названием Network Associates. Она поглотила конкурирующую фирму Dr. Solomon’s Group в 1998 году, а 2004 году вернула себе первоначальное название в сокращённом виде — McAfee.
В 2010 году после переговоров, длившихся 1,5 года, компания Intel выкупила акции тогда ещё публичной компании McAfee (тикер на Нью-Йоркской бирже MFE) за $7,68 млрд. В 2014 году подразделение переименовано в Intel Security, логотипом стал красный щит, использовавшийся McAfee прежде, продукты сохранили фрагмент «McAfee» в составе наименований.
В сентябре 2016 года Intel продала 51 % акций подразделения Intel Security инвестиционному фонду TPG за $3,1 млрд, сделка завершена во втором квартале 2017 года. В октябре 2020 года компания вновь провела первичное размещение (Nasdaq, тикер MCFE), в результате которого привлечено $740 млн, капитализация по итогам составила $8,6 млрд.

## Функции
- В антивирусе присутствует: антивирусный сканер и антивирусный монитор
- Защита персональных данных
- Защита электронной почты
- Система обнаружения и предотвращения угроз
- Система обновлений
- Веб-защита